# Nematus distinguendus
Nematus distinguendus är en stekelart som först beskrevs av Eduard Enslin 1915.  Nematus distinguendus ingår i släktet Nematus, och familjen bladsteklar. Arten är reproducerande i Sverige.